# Comac C919
Comac C919 або Comac919 — пасажирський літак, який розробляється китайською компанією Commercial Aircraft Corp. of China (Comac). Планується випустити цілу серію таких літаків.

## Історія
Розробка літака почалась ще в 2006 році. Початок поставок літаків планується не раніше 2021 року. Першим експлуатантом, як очікується, стане авіакомпанія OTT Airlines.

## Характеристики
Виробляється у двох модифікаціях: основна та розширена. Також плануються і інші модифікації.
Може вміщати від 156 до 168 пасажирів, дальність польоту становить 4 075 - 5 555 кілометрів в залежності від модифікації.
Прогнозований і економічно рентабельний строк застосування літака становить 30 років.
Літак збудований із використанням запчастин світових постачальників Honeywell International Inc (HON.N), United Technologies Corp (UTX.N), Rockwell Collins Inc (COL.N) та Parker-Hannifin Corp (PH.N).

## Схожі літаки
- Airbus A320neo
- Boeing 737 MAX
- Bombardier CS300
- МС-21
- Ту-204СМ